# Rokytno
Rokytno település Csehországban, a Pardubicei járásban. Rokytno Choteč, Újezd u Sezemic, Býšť, Sezemice, Chvojenec, Dolní Ředice és Dříteč településekkel határos. Lakosainak száma 965 fő (2024. január 1.).

## Népesség
A település lakosságának változását az alábbi diagram mutatja:
| Lakosok száma | 964  | 907  | 995  | 799  | 656  | 734  | 882  | 895  | 917  | 965  |
|               | 1869 | 1890 | 1921 | 1950 | 1980 | 2001 | 2017 | 2019 | 2022 | 2024 |